# Eothenomys melanogaster
Eothenomys melanogaster és una espècie de mamífer rosegador de la família dels cricètids. Viu a altituds d'entre 300 i 3.000 msnm a la Xina, l'Índia, Myanmar, Taiwan, Tailàndia i el Vietnam. El seu hàbitat natural són els boscos montans perennifolis temperats. És una espècie en risc mínim, és a dir, no sembla que hi hagi cap amenaça significativa per a la seva supervivència. El seu nom específic, melanogaster, significa ‘panxa negra’ en llatí.